# خیرآباد خالصه
خیرآباد خالصه، روستایی است در دهستان بهنام پازوکی جنوبی از توابع بخش مرکزی شهرستان ورامین در شهرستان ورامین. این روستا از مناطقی است که دارای جمعیت هداوند است.

## تاریخچه
خیرآباد جزو خالصه‌جات (املاک دولتی) بود امّا در سال ۱۳۲۴ محمود بدر وزیر دارایی تصویب‌نامه‌ای صادر کرد که این روستا را به ابوطالب شیروانی نماینده پیشین مجلس شورای ملی واگذار کند و به جای آن شانزده پارچه آبادی متعلق به صولت‌الدوله قشقایی را در فارس پس بگیرد که دولت پس از قتل صولت‌الدوله در سال ۱۳۱۱ به شیروانی فروخته بود. این تصمیم در مجلس سر و صدای زیادی به پا کرد. محمد مصدق علیه محمود بدر اعلام جرم کرد و توضیح داد که خیرآباد سالی متجاوز از یک میلیون تومان درآمد دارد. در نتیجه واگذاری انجام نگرفت.